# ریژکوورسل
شهر ریژکوورسل (به فرانسوی: Rijkevorsel) در شهرستان تورنو در استان آنتوئر در منطقه فلاندری در کشور بلژیک واقع شده‌است.